# Schneepflug

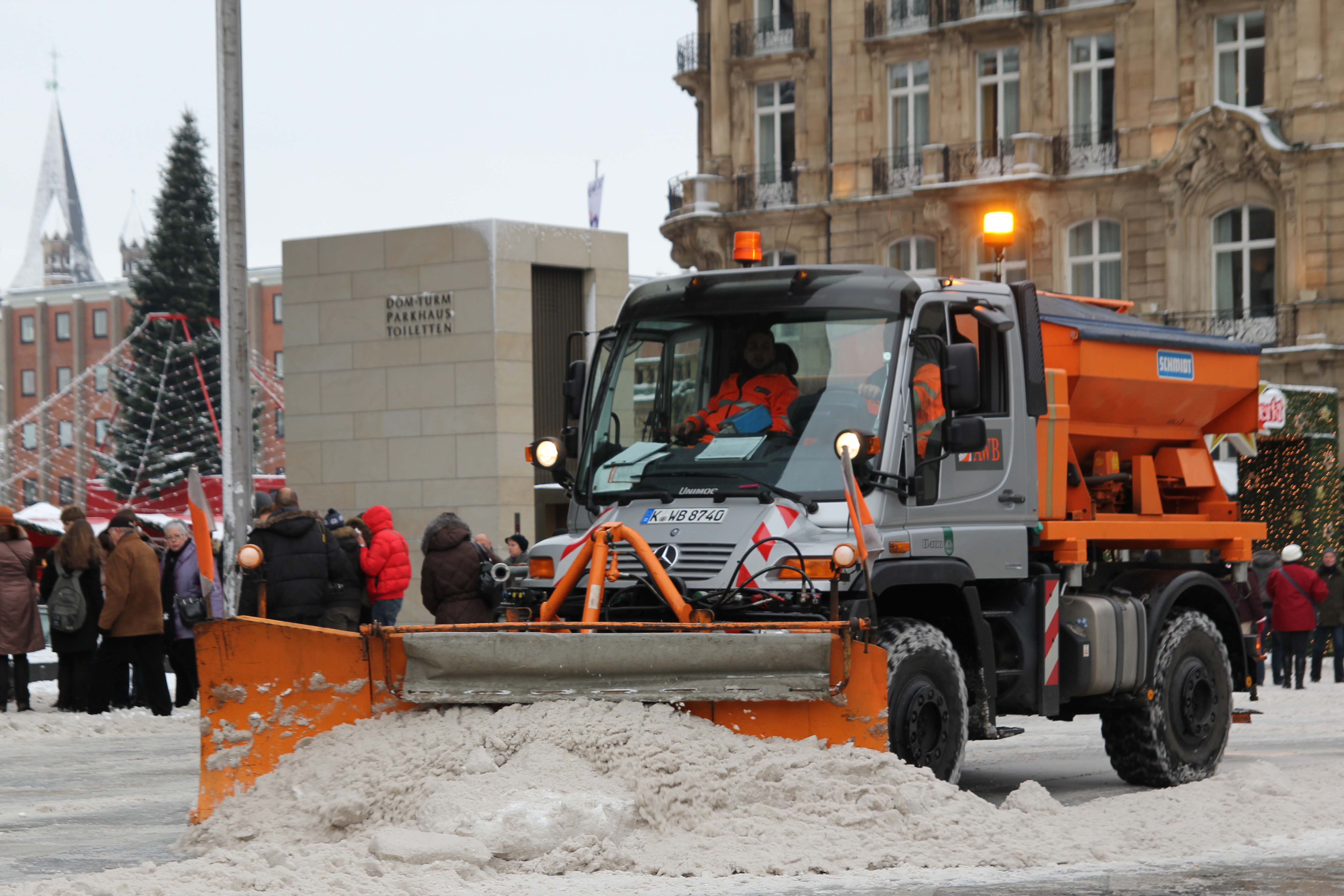
Schneepflug räumt die Kölner Domplatte

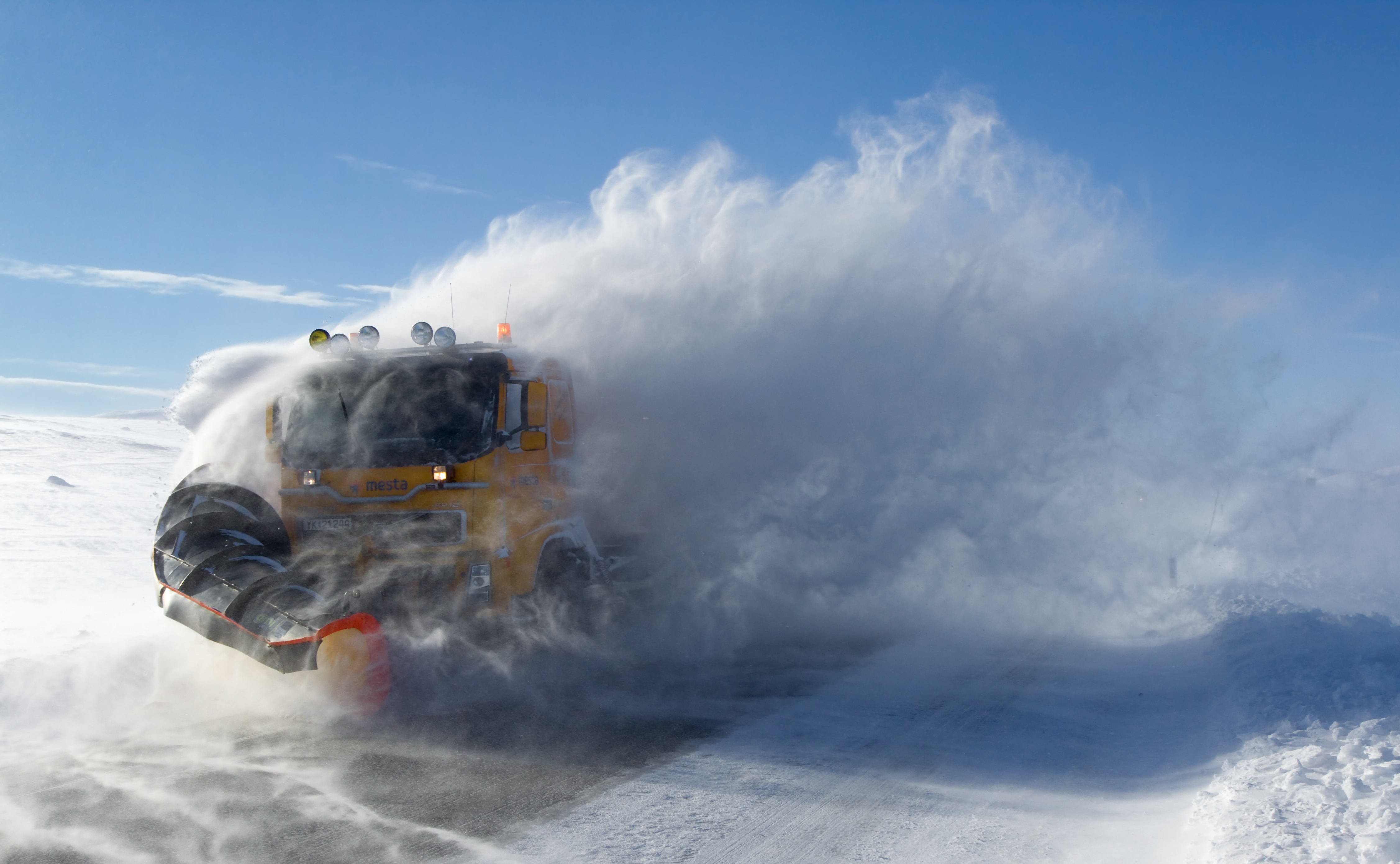
Schneepflug beseitigt Schneeverwehungen auf dem Saltfjell, Norwegen

Ein Schneepflug ist ein Gerät zur Schneeräumung sowohl auf der Straße als auch im Schienenverkehr.

## Geschichte

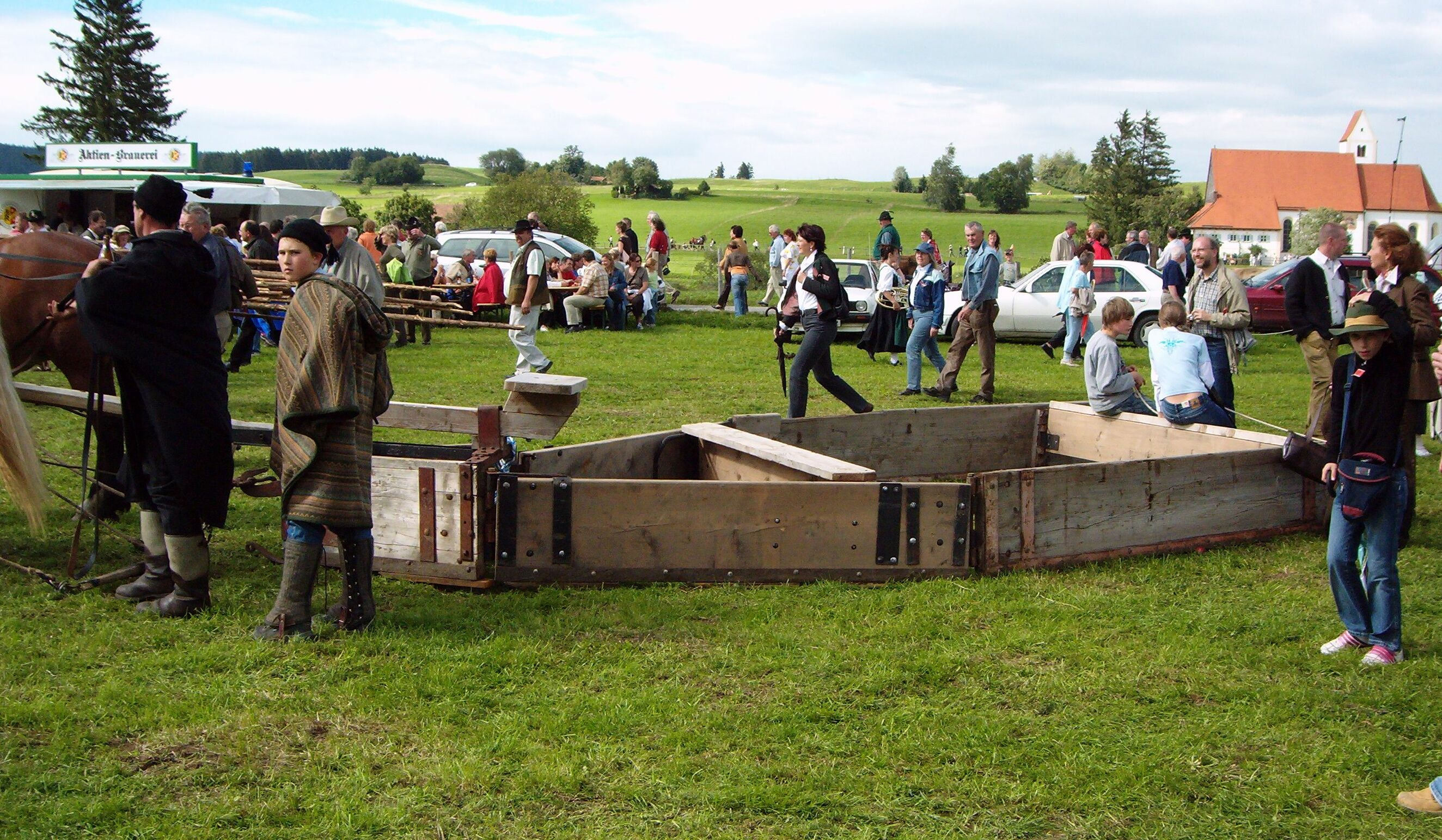
Historischer Keilpflug für Pferdezug

Früher wurden Schneepflüge (sog. „Bahnschlitten“) von Ochsen oder Pferden als Zugtiere gezogen. Das waren meist Keilpflüge aus Holz. Das hatte allerdings den Nachteil, dass die Tiere vor dem Pflug gehen mussten und damit den Schnee zusammenpressten. Man konnte den Pflug auch nicht heben oder senken, sondern nur mit Steinen belasten.

## Bauformen

### Straße

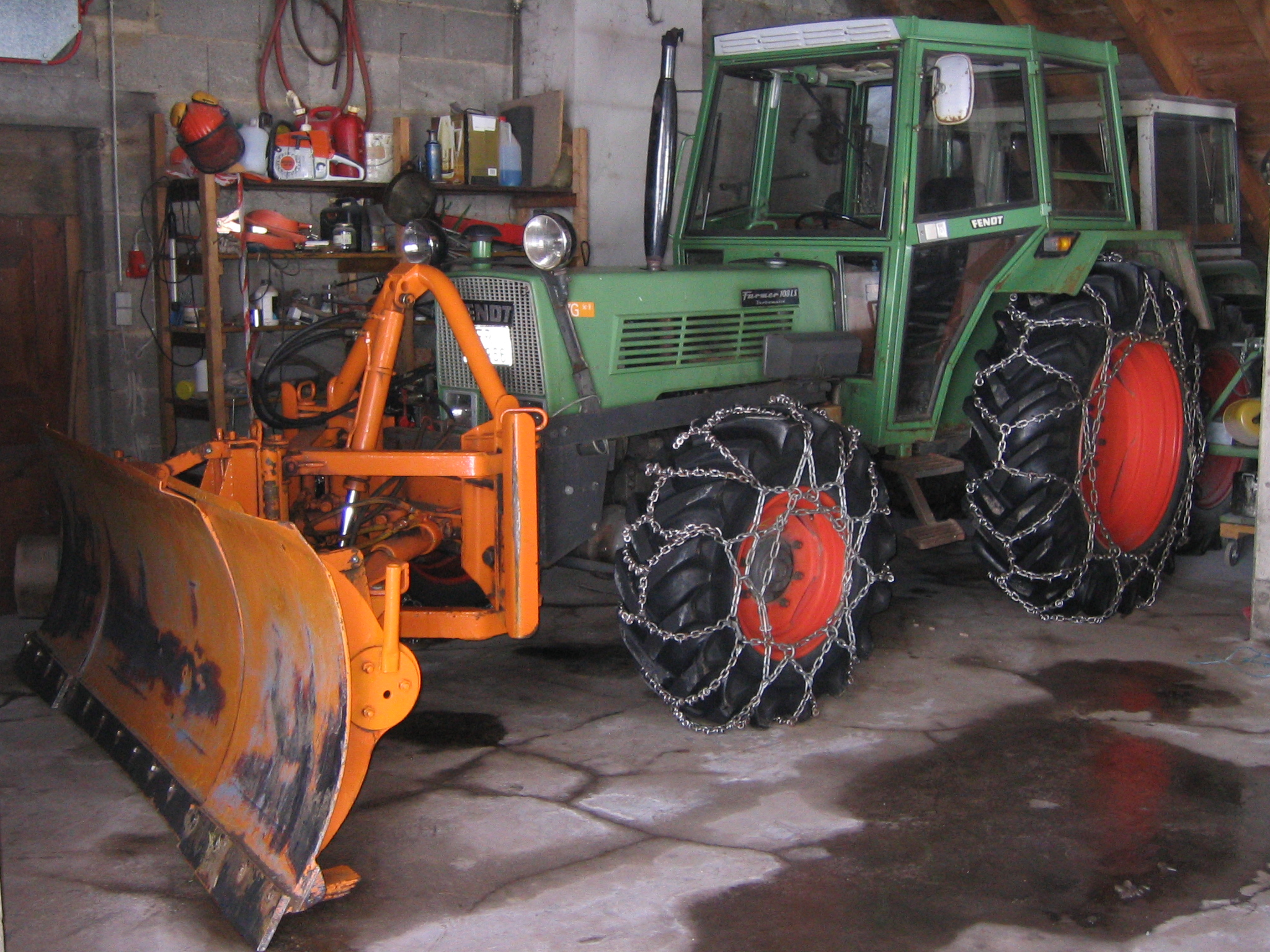
Fendt mit Schneepflug und Schneeketten

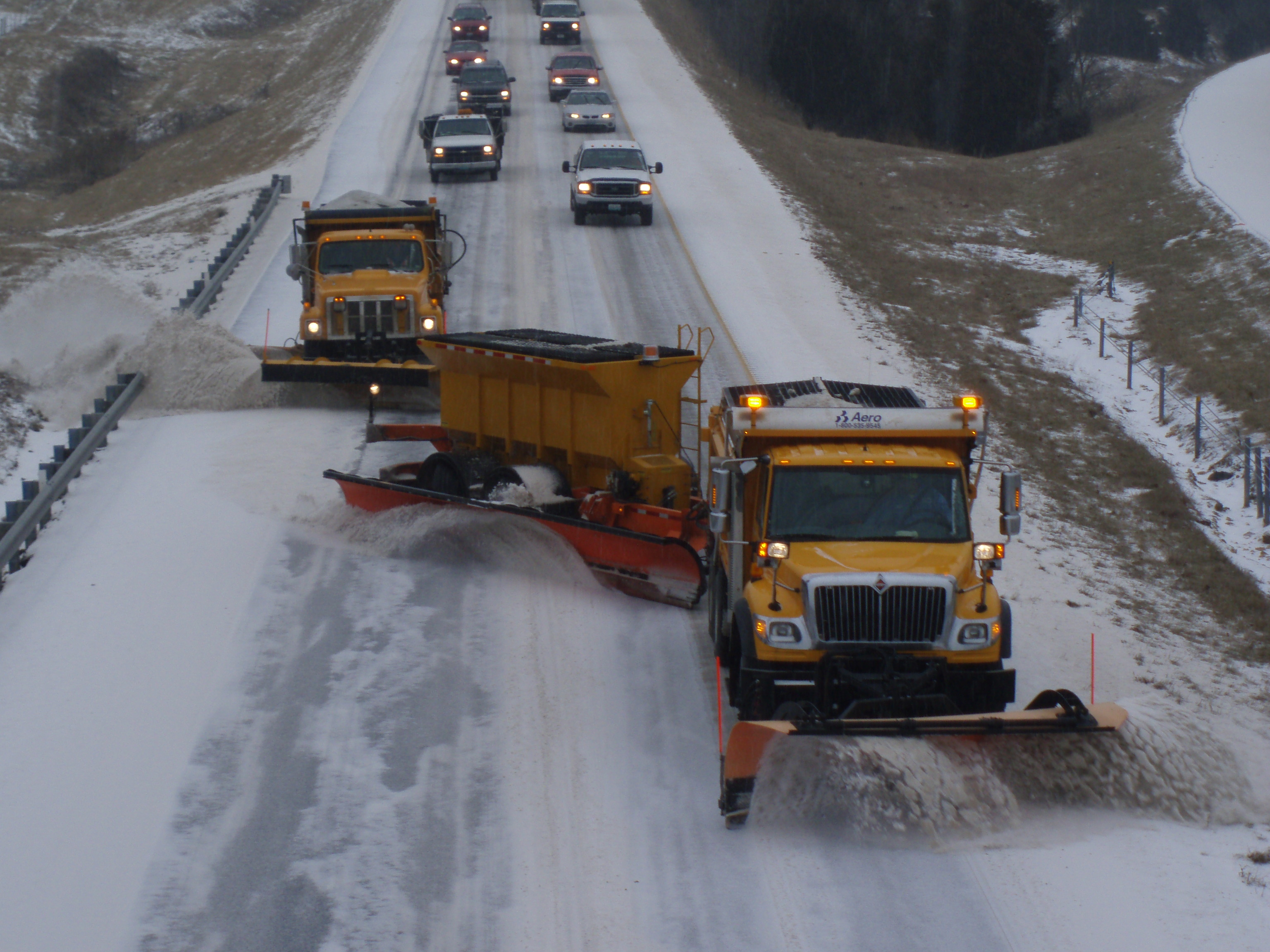
Zwei Schneepflüge mit gezogenem Pflug beim Räumen einer zweispurigen Interstate im US-Bundesstaat Missouri

Es gibt Keilpflüge und Schneepflüge mit gerader Schar. Der Keilpflug hat zwei schräg gestellte Schneeschilde, die vorne keilförmig miteinander verbunden sind und auf beiden Seiten des Pflugs Schneewälle aufwerfen. Während die Keilpflüge meist nur zum Räumen einspuriger Straßen oder auch bei der Eisenbahn verwendet werden, werden auf mehrspurigen Straßen üblicherweise Schneepflüge mit gerader Pflugschar verwendet. Gerade Scharen können nach links oder rechts geschwenkt werden, je nachdem zu welcher Seite der Schnee geräumt werden soll. Die Schar ist meist von oben nach unten gewölbt, so dass ein besserer Schneewurf erfolgt.
Der Schneepflug für die Straße wird üblicherweise über eine spezielle Anbauplatte vorne an einen LKW, einen kommunalen Geräteträger, einen Traktor oder an einen Gabelstapler montiert. Der Pflug ist meist hydraulisch heb-, senk- und schwenkbar. Neben dem Frontanbau gibt es auch seitlich oder hinten (dies meist nur an Traktoren für die Räumung kleinerer Flächen) angebaute Schneepflüge.
Scharen von Schneepflügen für den Straßenbereich besitzen an der Unterseite, die die Fahrbahn berührt, eine widerstandsfähige Kante, die Schürfleiste. Die Schürfleiste besteht aus Verbundwerkstoff, meist aus Stahl, Korund, Gummi und eventuell Hartmetall. Für Pflasterbeläge werden auch Schürfleisten, die nur aus Gummi und Korund bestehen, verwendet. Die Schürfleiste ist als schnell austauschbares Verschleißteil ausgeführt. Die Schar ist meist kippbar gelagert, so dass Unebenheiten nicht zu Beschädigungen führen können. Schneepflüge werden alleine durch ihr Gewicht (mehrere hundert kg bis zu mehreren Tonnen bei überbreiten Flughafenschneepflügen) auf den Boden gedrückt. Direkt hinter dem Schneeschild sind Stützen oder Stützräder vorhanden, damit der Pflug nicht in den Boden geht und zu graben beginnt.
Damit der Fahrer sieht, wo er mit dem Pflug fahren kann, sind am Rand von Freilandstraßen in schneereichen Gegenden farbige Schneezeichen eingeschlagen. Soll dem Fahrer angezeigt werden, dass er den Pflug heben muss, wird in einigen Regionen am Schneezeichen oben ein Kreuz (rotes X, aus etwa 20 cm langen Holzleisten) befestigt. Ebenfalls rote Querlatten eventuell mit Stützstreben weisen auf die Lage und den Beginn einer Gehsteigkante oder Schrammbord hin. Die Schneezeichen werden im Sommer meist entfernt, stehen aber auf Alpenpässen meist länger als ein halbes Jahr. In der Schweiz dienen rote und grüne Schilder mit einem Schneepflugsymbol den Fahrern, um Stellen anzuzeigen, an welchen kein Schnee ausgeworfen werden darf, weil im Wurfbereich eine Straße oder Häuser befinden.
Für breitere Fahrbahnen wie Autobahnen werden oft Winterdienstfahrzeuge eingesetzt, die neben dem Frontpflug auf der Seite in Richtung Fahrbahnrand auch einen ausschwenkbaren Seitenpflug besitzen. So fahren auf der Autobahn oft schräg gestaffelt mehrere Schneepflüge hintereinander, die die gesamte Fahrbahn in einem Durchgang vom Schnee reinigen. Ein Überholen dieses Konvois ist sehr gefährlich, weil man vom zuerst geräumten direkt in den ungeräumten Bereich der Straße kommt. In einigen Bundesländern wie Nordrhein-Westfalen und Baden-Württemberg sind Fahrzeuge des Winterdienstes auch mit Blaulicht und Martinshorn ausgestattet, um z. B. bei Stau notfalls auch gegen die Fahrtrichtung auf die Autobahn auffahren oder durch den Rückstau fahren zu können.
Spezielle Pflüge können mit diesen Auslegern bis zu 15 m breit werden. Solche Fahrzeuge können aber nur z. B. auf Flughäfen verwendet werden. Auch da sind noch drei Pflüge versetzt notwendig, um die über 40 m breite Start- und Landebahn zu reinigen. Oft haben die Schneepflüge heckseitig auch Streuautomaten für Streusplitt oder Streusalz montiert. So hat der LKW auch mehr Gewicht durch das geladene Streugut und dadurch mehr Traktion. Schneepflüge gibt es aber auch in Kleinausführungen, die z. B. auf Motormäher, Pick-ups oder kleine Traktoren montiert werden können, womit man Gehsteige oder Gartenwege in Parkanlagen reinigen kann. Ein handgeführter Schneepflug weist in der Regel Rollen auf, die die Querkraft aufnehmen.
Ist die Schneehöhe zu hoch, der Schnee sehr schwer oder man kann den Schnee nicht direkt am Rand lagern, so verwendet man Schneefräsen.
Typisch für viele Schneepflüge sind über die Schildoberkante hochgesetzte Scheinwerfer und Blinkleuchten, häufig auch Begrenzungsleuchten an den oberen Ecken des Schilds und Zusatzscheinwerfer am Kabinendach, also über der Augenhöhe des Lenkers die dank ihrer Lage den Bereich nahe vor dem Schild aus Sicht des Lenkers kontrastreich ausleuchten. Manche Schneewurfleitbretter oberhalb des Schilds sind aus transparentem Kunststoff ausgeführt, um die Sicht im Stand oder bei Langsamfahrt auf den direkt davor liegenden Straßenabschnitt zu verbessern.
In Chicago dienten früher Oberleitungsbusse als Schneeräumfahrzeuge.

### Schiene

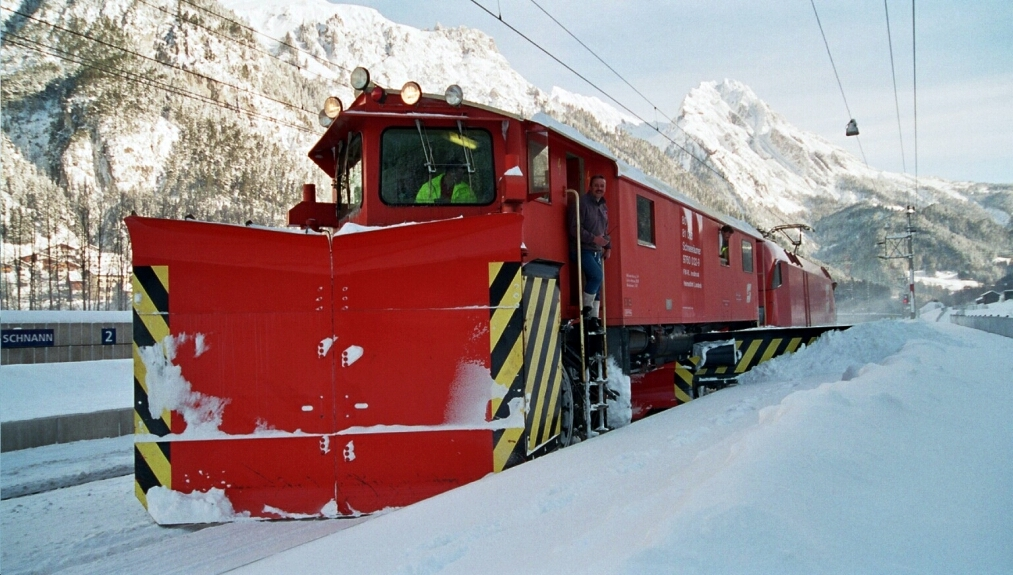
Klima-Schneepflug der ÖBB auf der Arlbergbahn in der Haltestelle Schnann, beide der mit einem Scharnier verbundenen Schildhälften sind nach links räumend gestellt

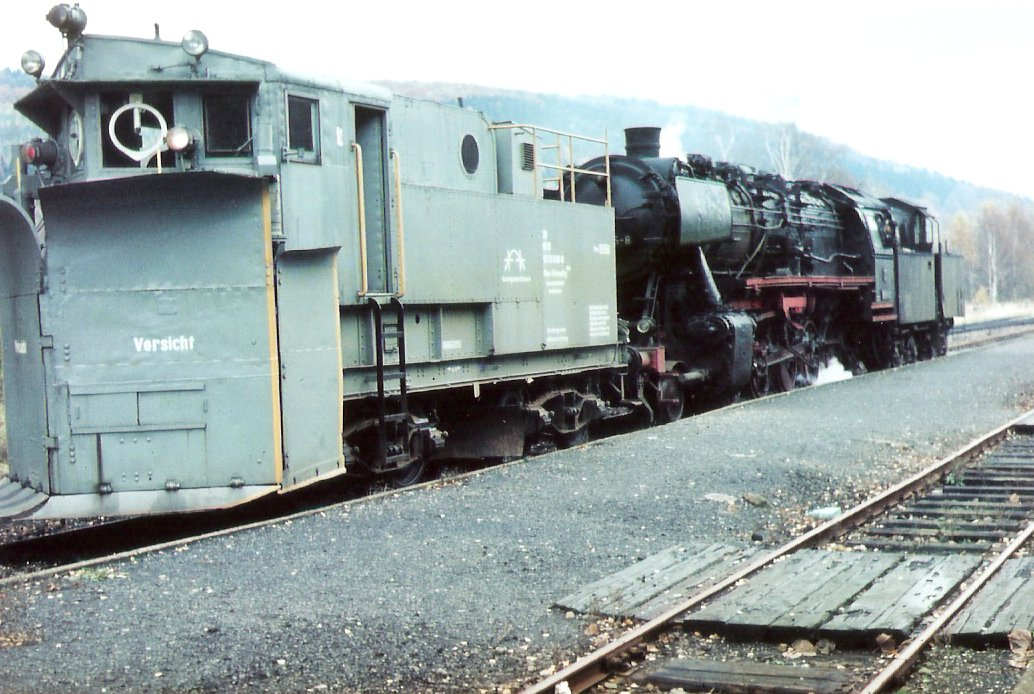
Schneepflug in Großalmerode 1974

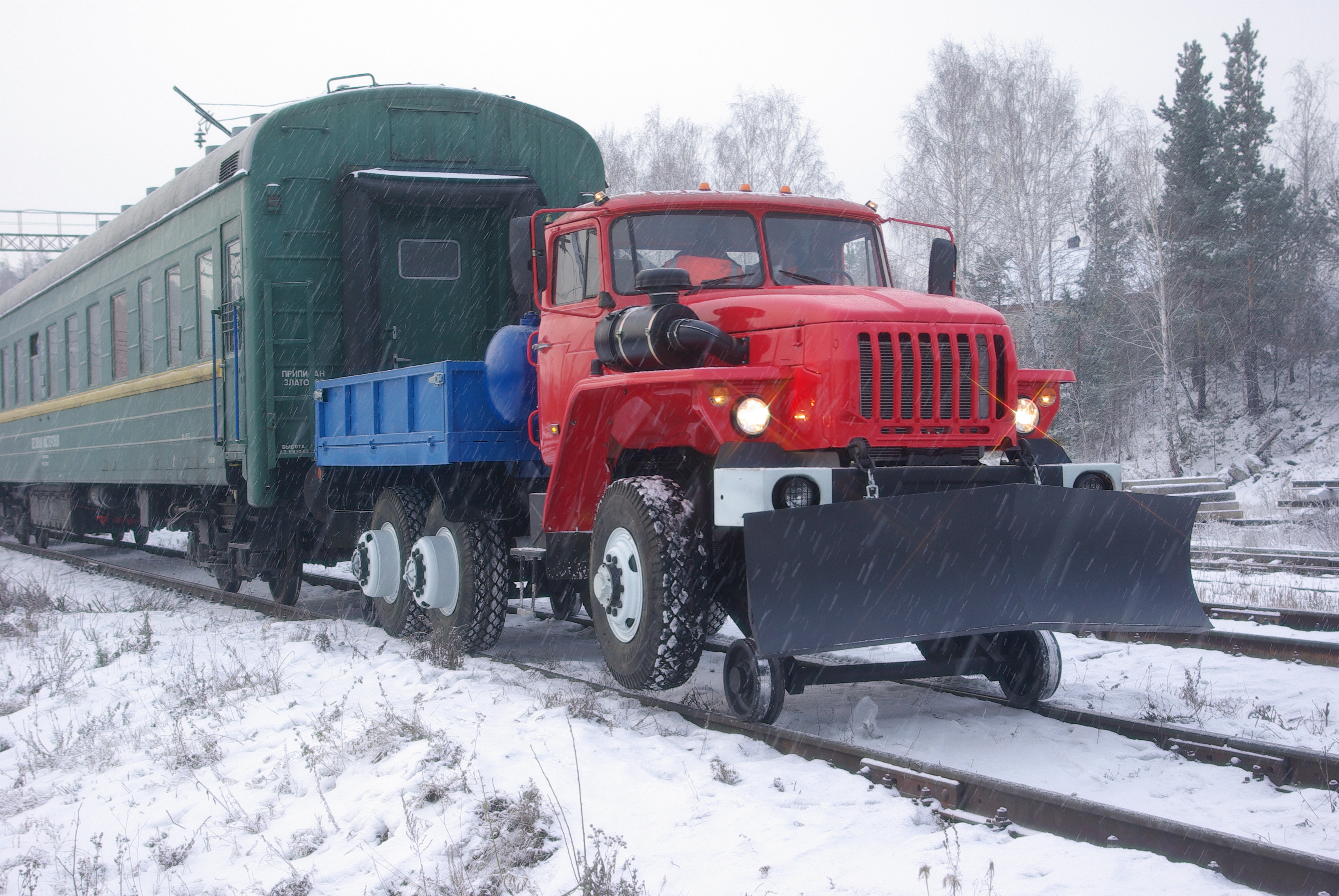
Schneepflug an einem Zweiwegefahrzeug

Zahlreiche Lokomotiven, Triebwagen und Steuerwagen verfügen über kleine Schienenräumer an den Drehgestellen, deren Hauptaufgabe allerdings nicht die Schneeräumung ist, sondern die Beseitigung kleinerer Fremdkörper im Gleisbereich. In schneereichen Einsatzgebieten (Alpen, Skandinavien) sind diese Schienenräumer oft zu kleinen Schneepflugscharen vergrößert.
Für größere Einsätze halten die Eisenbahnverwaltungen mobile Schneepflüge vor. Der Deutschen Bahn AG stehen Schneepflüge der Bauart Meiningen aus den Beständen der Deutschen Reichsbahn, sowie Schneepflüge der Bauart Beilhack der Deutschen Bundesbahn zur Verfügung. Die Reichsbahn-Schneepflüge sind zuerst im ehemaligen RAW Halberstadt und dann im Reichsbahnausbesserungswerk Meiningen gebaut worden, die Bundesbahn-Geräte von der Firma Beilhack in Rosenheim bzw. heute in Kiefersfelden. Das Werk Meiningen ist bei der Deutschen Bahn AG zentral für die Wartung aller Räumfahrzeuge tätig.
Auch bei den ersten deutschen Bahnen waren von Anfang an Schneepflüge im Einsatz, etwa in dem strengen Winter 1846/47 auf der Badischen Hauptbahn.
Die ehemalige Deutsche Reichsbahn (DR) baute vor dem Zweiten Weltkrieg, wie viele andere Bahnverwaltungen, ausgemusterte Schlepptender sowie einige ausgemusterte bayerische Elektrolokomotiven zu sogenannten Klima-Schneepflügen um, benannt nach ihrem Erfinder, dem Österreicher Rudolf Klima. Zwei Klima-Schneepflüge, umgebaut aus Tendern, sind im Deutschen Dampflokomotiv-Museum zu sehen. Eine umgebaute Elektrolokomotive ist im Bestand des Bayerischen Eisenbahnmuseums.
Früher waren Schneepflüge Ein-Richtungs-Fahrzeuge. Damit die Fahrzeuge in der anderen Fahrtrichtung eingesetzt werden konnten, war eine Drehscheibe (oder eine Umkehrmöglichkeit) notwendig. Moderne Geräte sind Zweirichtungsfahrzeuge, die Räumeinrichtung kann gedreht werden, um das Fahrzeug ohne Einsatz einer Drehscheibe für die andere Fahrtrichtung vorzubereiten. Diese neue Möglichkeit ist heute notwendig, da Drehscheiben im Bahnbetrieb so gut wie nicht mehr vorhanden sind.
In schneereichen Ländern, so in Österreich, Schweiz, USA, Kanada. Russland und China, aber auch im nordspanischen Kantabrien, kommen oder kamen schienengebundene Schneefräsen und Schneeschleudern zum Einsatz.

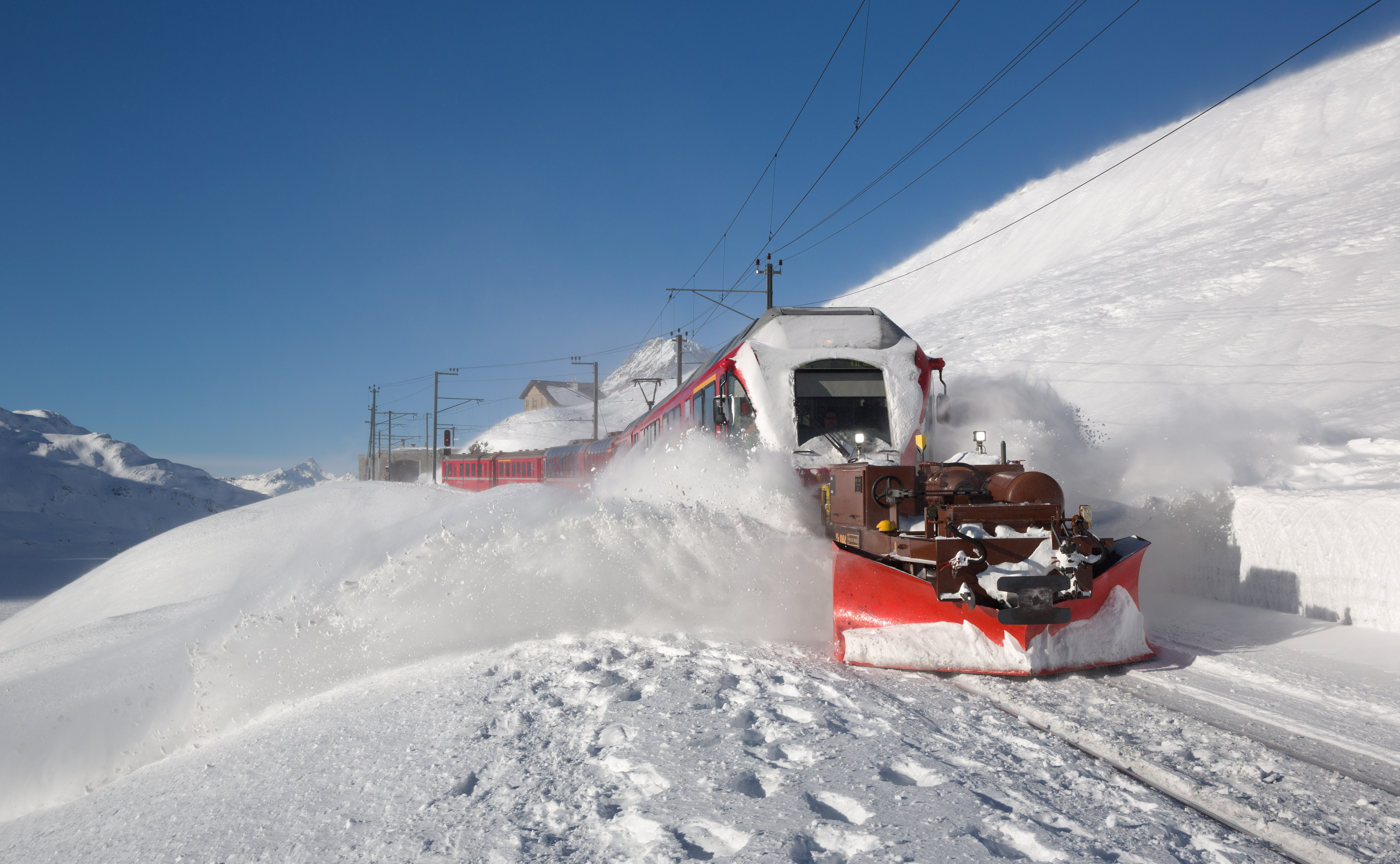
Spurpflug der RhB im Einsatz vor einem Regionalzug

Die Rhätische Bahn setzt spezielle Spurpflüge vor regulären Zügen ein, welche das Schienenprofil bis unter die Gleisoberkante freiräumen können. Diese sind mit ferngesteuert absenk- und anhebbaren Räumschilden ausgestattet, um dennoch Weichen befahren zu können.
Bei geringerem Schneefall reicht es hingegen aus, die Gleise durch sogenannte Spurfahrten vom Schnee freizuhalten, die mit regulären Fahrzeugen durchgeführt werden. Diese Technik wird zum Beispiel auch auf dem Northeast Corridor der Amtrak bei Blizzard-Warnungen angewandt.

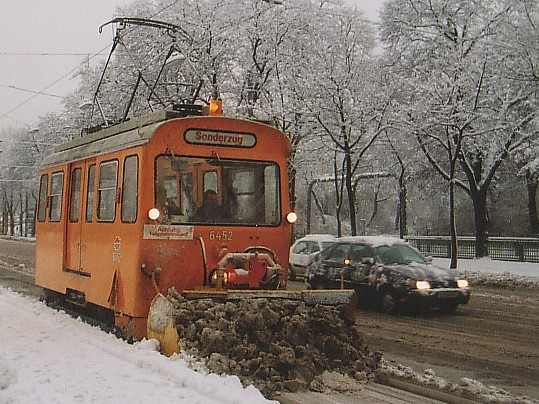
Schneepflug der Wiener Straßenbahn

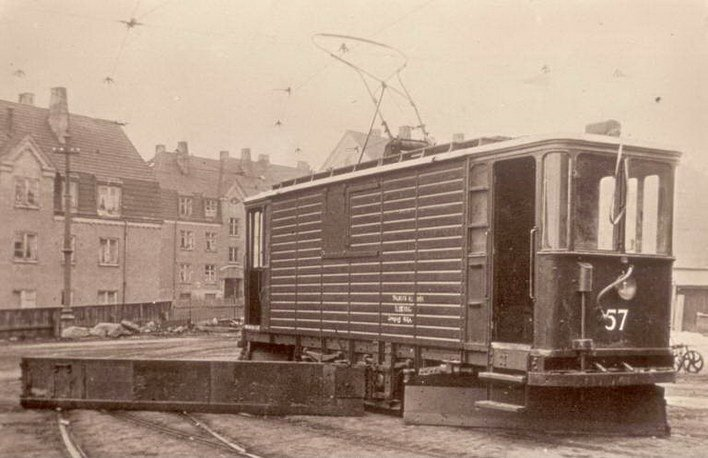
Straßenbahnwagen mit Seitenpflug

Auch Straßenbahnen verwenden Schneepflüge. Sie finden besonders bei Bahnen mit Eigentrassee Verwendung, weil dieses von Straßenfahrzeugen meist nicht erreicht werden kann. Bei Überlandstraßenbahnen oblag es oft der Straßenbahngesellschaft, auch die Straße schneefrei zu halten. Es wurden dazu Räumfahrzeuge mit Seitenpflügen eingesetzt, die eine genügend große Masse haben mussten, um nicht von den bei der Schneeräumung auftretenden Querkräften aus dem Gleis gedrückt zu werden.

## Berufswettbewerbe
In den USA gibt es seit den 1980er Jahren ein Snowplow Roadeo (ein Wortspiel aus Road und Rodeo) als Wettkampf, der ähnlich wie der hier beschriebene abläuft: ein geschwungener Parcours mit Hindernissen muss möglichst fehlerfrei durchfahren werden, schnelle Runden sind zu absolvieren, eine Kurvenfahrt steht an. Darüber hinaus sind mehrere Fachfragen zu beantworten.
In Deutschland wurde 2017 ein Wettbewerb in Schneepflugfahren ausgetragen, 2018 fand in Gdańsk am Rande des XV. Winter-Straßenkongresses ein internationaler Wettbewerb statt.
Seit 2022 findet die Europameisterschaft im Schneepflugfahren zweijährlich statt.
An der„2. Europameisterschaft im Schneepflugfahren – Snow Plough Euro 24“, ausgerichtet am 27. September auf dem Flugplatz Mendig in Rheinland-Pfalz, Deutschland, nahmen 26 Teams aus folgenden 9 Ländern teil: Belgien, Deutschland, Frankreich, Kasachstan, Österreich, der Slowakei, aus Slowenien, Tschechien und Ungarn. Die Teams hatten sich zuvor auf nationaler Ebene für die Teilnahme an der EM qualifiziert. 
Gefahren wurde auf baugleichen Unimogs Typ U423 mit Streugerät und Schneepflug. Der rund 450 Meter lange Geschicklichkeitsparcours ist Alltagsaufgaben nachempfunden. Bewertet werden Aufgabenerledigung mit Punkten und die Gesamtzeit. 2024 errangen den 1. Platz John Meierhofer Co-Pilot Christian Ringdorfer von der Holding Graz, Abt. Stadtraum mit 1615 Punkten und einer Bestzeit von 6 Minuten 15 Sekunden.